# 马建国 (1943年)
马建国（1943年8月—），回族，新疆焉耆人，中国政治人物，新疆维吾尔自治区人大常委会原副主任，第八届全国人大代表。

## 生平
1961年至1972年，先后在新疆库尔勒县、巴音郭楞州农业部门工作。1972年至1985年，在博湖县政府机关工作，历任革委会文教卫生科副科长、县人大常委会主任。1986年毕业于中共新疆维吾尔自治区委党校政治理论专业，后在巴音郭楞州工作，1988年至1992年任副州长。1992年至1998年，历任昌吉州委常委、副州长、代州长，州委副书记、州长。1998年至2008年，任新疆维吾尔自治区第九届、第十届人大常委会副主任。